# John Balance
John Balance (* 16. Februar 1962 in Mansfield, Nottinghamshire; † 13. November 2004), der mit bürgerlichem Namen Geoffrey Nigel Laurence Rushton hieß, war Mitglied bei Psychic TV und darüber hinaus auch bei Projekten von Current 93, Death in June, Nurse with Wound, Psychic TV, Thighpaulsandra und Zos Kia beteiligt. Darüber hinaus produzierte er einige Remixe für die Band Nine Inch Nails. 1983 gründete er mit Peter Christopherson die Band Coil, die Meilensteine düsterer, experimenteller, elektronischer Klangcollagen erzeugte. Sein Vorname wird auch oft Jhon oder Jhonn geschrieben.
John Balance litt sein Leben lang unter Depressionen und war zudem Alkoholiker. Am 13. November 2004 starb er an schweren Kopfverletzungen, nachdem er unter Alkoholeinfluss im Treppenhaus des von ihm und Christopherson bewohnten Hauses gestürzt war. Sein Freund und musikalischer Kollege David Tibet von Current 93 organisierte mehrere Messen zu seinem Gedenken und widmete ihm das Current-93-Album How He Loved the Moon, welches eigens für Balance komponierte Stücke enthält, sowie die Current-93-Compilation Judas as Black Moth. Außerdem bezieht sich die Aussage „I would have never buried my friends /  And prayed for their souls / In reddening churches.“ im Titellied des Current-93-Albums Black Ships Ate the Sky auf Balance.